# Taalhuis Amsterdam

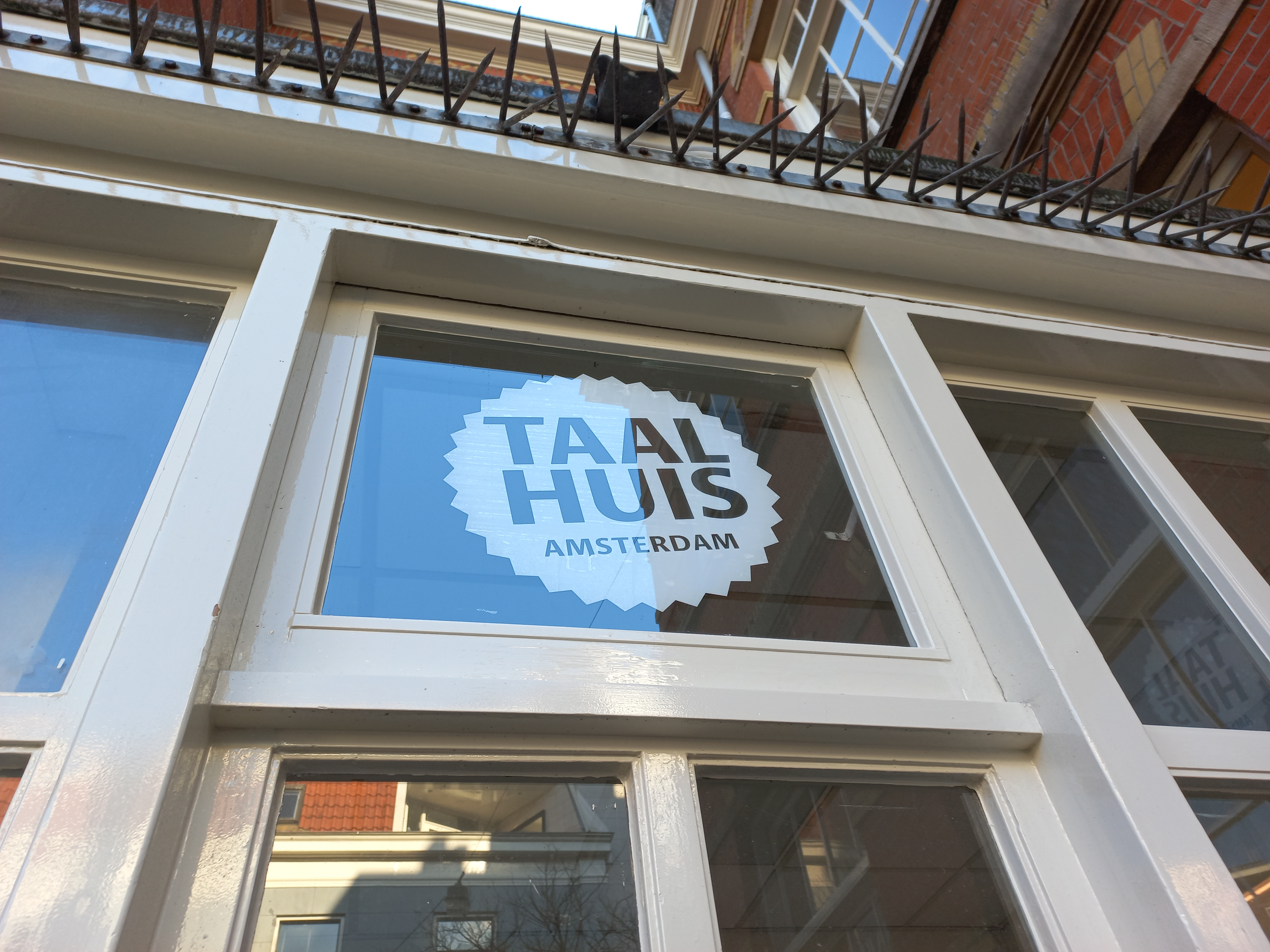
Taalhuis Amsterdam (januari 2025)

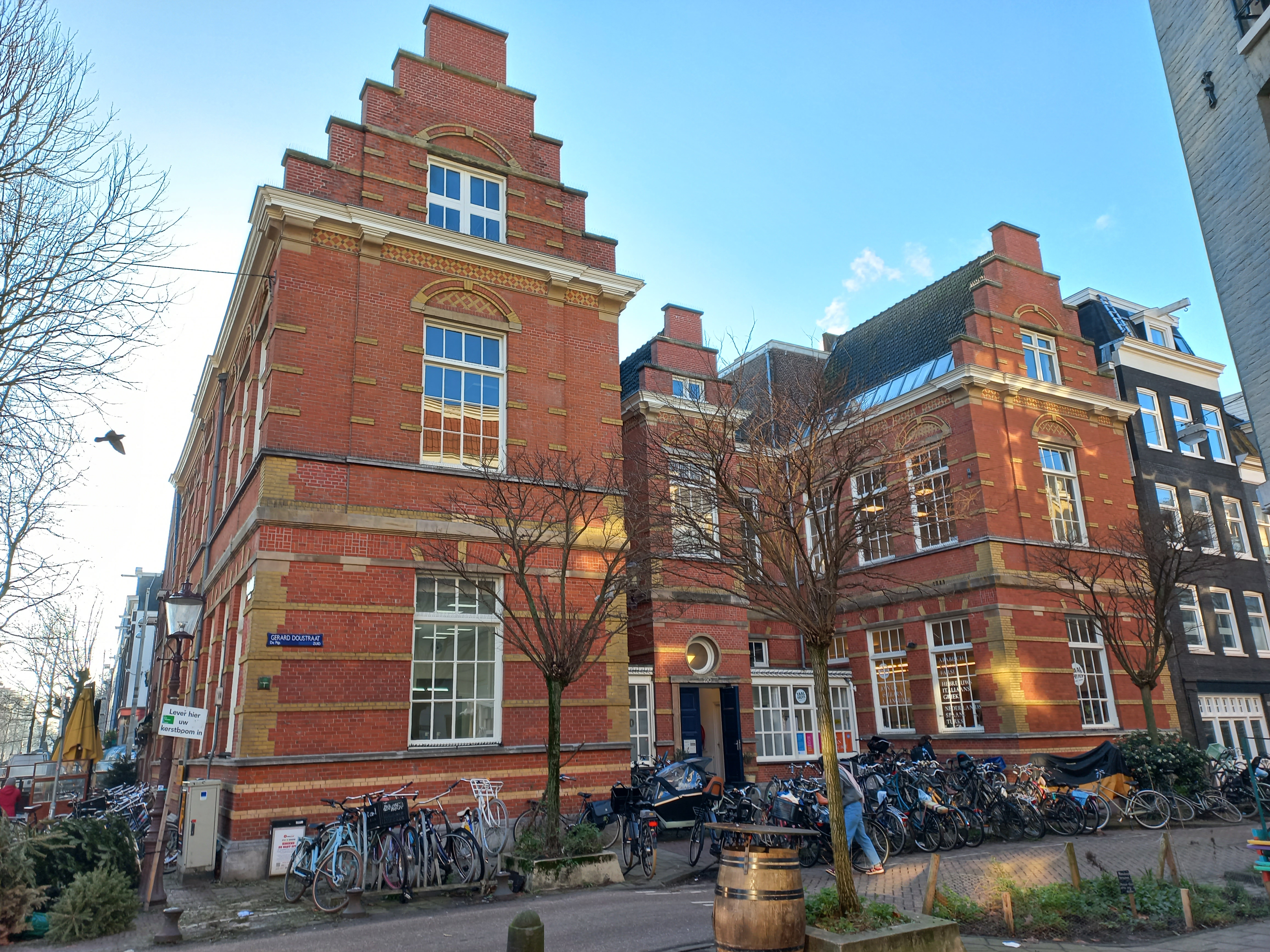
Gerard Doustraat 220 (januari 2025)

Taalhuis Amsterdam is een opleidingsvereniging in Amsterdam.
Midden jaren tien van de 21e eeuw begonnen Myrte Jansen en Angeliki Papastamatiou cursussen Nederlands te geven aan in Nederland studerende en wonende Grieken, maar ook aan Nederlanders die zich in het Grieks wilden verdiepen. Jansen had zelf Grieks gestudeerd. Ze begonnen met een klasje aan de Elandsgracht. Dit werd al snel te klein en er werd verhuisd naar de Sint-Nikolaasstraat in Amsterdam-Centrum. Door het toenemend aantal leerlingen moest het instituut uitbreiden en raakte verdeeld over vier gebouwen in de stad, de eerdergenoemd Sint-Nicolaasstraat, Muiderstraat, Rapenburgerstraat en Tweede Schinkelstraat. Omdat de school bleef groeien was dit niet langer te handhaven; de school zocht een gebouw dat ze geschikt achtte en vond dat in het gebouw Gerard Doustraat 220; in 1882 als meisjesschool gebouwd. Dit gebouw was optimaal voor Taalhuis Amsterdam; ze konden er leslokalen (her)inrichten, een bibliotheek etc. in kwijt.
De leerlingen laten zich (bij)scholen op vrijwillige basis met uiteenlopende redenen. De een wil zomaar een taal leren; de ander wil zich verdiepen in literatuur in vreemde of juist Nederlandse taal, weer anderen doen het vanwege de liefde en/of tweetaligheid.
Er wordt les gegeven in Nederlands, Italiaans, Frans, Farsi, Arabisch, Turks, Nieuw-Grieks, Engels,  Hebreeuws, Spaans en Catalaans (2025).